# Eparchia niżnotagilska
Eparchia niżnotagilska – jedna z eparchii Rosyjskiego Kościoła Prawosławnego z siedzibą w Niżnym Tagile. Erygowana decyzją Świętego Synodu Rosyjskiego Kościoła Prawosławnego z 27 lipca 2011. 
Eparchia powstała poprzez wydzielenie z eparchii jekaterynburskiej. W 2014 r. grupowała 138 parafii i cztery klasztory. W 2018 r. z administratury wydzielono nową eparchię – sierowską.

## Biskupi niżnotagilscy
- Innocenty (Jakowlew), 2011–2018[2]
- Eugeniusz (Kulberg), 2018[3]–2020
- Aleksy (Orłow), 2020–2021
- Teodozjusz (Czaszczin), 2021[4]-2025[5]